# 사우스웨스트 (웨스턴오스트레일리아주)
사우스웨스트(South West)는 오스트레일리아 웨스턴오스트레일리아주를 9개로 나눈 지역 중 하나이다. 면적은 23,970km2, 인구는 약 17만명이다. 번버리(Bunbury)는 이 지역의 주요 도시이다.

## 기후
사우스웨스트는 지중해성 기후로 여름은 건조하고 겨울은 습한다. 연간 강수량은 약 900mm로 5월에서 9월 사이에 가장 많이 내린다. 일일 평균 최고 기온은 7월 16°C, 2월 34°C이다.

## 경제
사우스웨스트의 경제는 매우 다양하다. 산화알루미늄과 광물 모래의 세계 주요 생산국이며 농업, 목재, 포도재배 산업도 상당한다. 퍼스 다음으로 서호주에서 두 번째로 인기 있는 관광지이다.